# Aluminaut
Die Aluminaut war ein US-amerikanisches Forschungs-U-Boot. Es wurde 1964 von Electric Boat als erstes Aluminium-U-Boot der Welt gebaut und sollte die Vorzüge des Werkstoffes Aluminium beweisen. Auftraggeber und Betreiber war die Reynolds Metals Company.
Die maximale Tauchtiefe lag bei etwa 4.700 m, das Gewicht bei etwa 80 Tonnen. Ballast wurde in Form eines Bleikiels mitgeführt, der zum Auftauchen abgeworfen wurde. Wegen der großen Ausmaße konnte das U-Boot nicht wie gewöhnlich an Bord eines Schiffes verstaut werden, sondern musste von einem Schlepper zum Einsatzort geschleppt werden.
Beteiligt war es unter anderem an der Bergung der Wasserstoffbombe 1966 nahe Spanien und an Filmaufnahmen für Jacques Cousteau.
Im Jahr 1969 konnte dank diesem Tauchboot das ein Jahr zuvor verloren gegangene Forschungs-U-Boot Alvin aus einer Tiefe von 1.580 m geborgen werden.
1970 wurde das Tauchboot an das Wissenschaftliche Museum von Virginia übergeben.